# Beachin
«Beachin» (estilizado en minúsculas) es un tema de jungle de Piri & Tommy. Lanzado el 28 de enero de 2022 a través de EMI como su segundo sencillo de Froge.mp3 y primero como Piri & Tommy, describía un viaje que la pareja había realizado a la playa de Formby y tuvo una recepción positiva.

## Trasfondo
En 2021, Piri lanzó dos sencillos en solitario, «It's a Match» y «Soft Spot», ambos producidos por Tommy Villiers. Este último se volvió viral en TikTok y Spotify, lo que llevó a EMI a fichar a la pareja y relanzar «Soft Spot» bajo el nombre «Piri & Tommy Villiers». «Beachin», su seguimiento, se lanzó el 28 de enero de 2022, como «Piri & Tommy», con Skream proporcionando el remix oficial. El éxito de «Soft Spot» hizo que la pareja estuviera nerviosa por lanzar «Beachin»; Piri le dijo a Dork en julio de 2022 que Villiers sufría del «síndrome del impostor» antes de su liberación.
Fue escrita después de un viaje a la playa de Formby en Liverpool, y la letra de Piri fue un intento de resumir cuánto disfrutaron el viaje y cuán cerca se sintieron después. La canción fue el intento de Villiers de hacer una pista de la jungla, que luego anotó con lo que describió como «algunos tonos del tipo Isley Brothers», y que termina con una sección de palabras habladas, de un video del viaje, que analiza la creación de esculturas de arena.
Piri promocionó la canción lanzando videos en TikTok con la canción sonando de fondo, lo que resultó en varios otros videos usando la canción, lo que provocó la creación de un baile correspondiente. La canción se escuchó por primera vez en Unity Radio en el programa Breakfast de Jasper Hopkins.

## Recepción
El 31 de enero de 2022, BBC Radio 1 lo anunció como la «grabación más popular» de ese día. Notion describió la canción como una «rebanada azucarada de escapismo», mientras que LeftLion, al revisar un concierto de noviembre de 2022 de la pareja, la describió como un «himno veraniego [que] instantáneamente invitó [a la multitud] a volver a ese sensación festiva perdida que la pareja captura por completo en su trabajo». Clash describió la canción como un «momento pop divino» y un «delicioso regreso empapado en texturas trop-pop», y señaló que la «adictiva línea de guitarra de la canción se desarrolla sobre esos ritmos acelerados, con la voz de piri moviéndose de estribillo suspirado a palabra hablada cargada de efectos». Además, AllMusic elogió la «aplicación de guitarras atmosféricas a ritmos profundos y ondulantes» de la canción, y describió el remix de Skream como «abstracto».
Matthew Perpetua usó su Fluxblog para describir «Beachin» como «extremadamente suave a un ritmo alto» y «una balada de ensueño a la luz de la luna con ritmos que suenan como si hubieran sido arrancados de un disco de Roni Size de finales de los 90», señaló que la producción de Villiers fue «rica en detalles, pero se siente mucho más alegre que ocupada, repartiendo juiciosamente las notas de bajo y nunca permite que la atmósfera vibrante de la guitarra principal o los lavados del teclado se espese en una densa niebla», y señaló que «Piri canta con un estilo muy moderno de inflexiones de R&B inglés: mucha moderación y sin carreras llamativas, pero con un sentimiento elegante y conmovedor en momentos más pequeños», y «encaja perfectamente en la pista de Villiers, combinando el tono para las partes más discretas mientras agrega audacia cuando el bajo y los breakbeats realmente golpean». Sin embargo, The Soundboard Stereo hizo una revisión un poco más tibia, quien describió el resto de froge.mp3 como «generalmente agradable como música de fondo […] aparte de algunos detalles en 'beachin' en los que un sonido como este no está equipado de ninguna manera para transmitir (por ejemplo: I got him bussin', he makin' some mayo [«Lo tengo trabajando, está haciendo un poco de mayonesa»])».

## Otros usos
El 28 de septiembre de 2022, la pareja interpretó «On & On», «Beachin» y una versión de «Gypsy Woman» de Crystal Waters en una sesión de BBC Radio 1, y el 21 de octubre de 2022, la canción apareció en el mixtape de Piri & Tommy Froge.mp3. El 12 de enero de 2023, Piri y Tommy interpretaron la canción en Sound Of... de Radio 1, y el 27 de mayo de 2023, Piri interpretó la canción en BBC Radio 1's Big Weekend.

## Listado de pistas
Sencillo digital
1. "Beachin" (Piri y Tommy) - 3:14

Skream remix
1. "Beachin" (Skream Remix) - 3:46
2. "Beachin" (Piri y Tommy) - 3:14

## Personal
- Piri - voz[17]
- Tommy Villiers - producción, masterización[17]
- Jonny Breakwell - mezcla[17]

## Historial de versiones
| Región | Fecha               | Formato                    | Versión          | Etiqueta | Ref. |
| ------ | ------------------- | -------------------------- | ---------------- | -------- | ---- |
| Varios | 28 de enero de 2022 | Descarga digital streaming | Versión original | EMI      |      |
| Varios | 11 de marzo de 2022 | Descarga digital streaming | Skream Remix     | EMI      |      |